# Rebeldes - Ao vivo
Rebeldes - Ao vivo è un album dal vivo del gruppo musicale pop brasiliano Rebeldes, pubblicato nel 2012.
Nada Pode Nos Parar in stato rilasciato come una musica esclusiva ed è presente come bonus ed esclusivamente per l'album. Il singolo ha ottenuto un grande successo commerciale, raggiungendo la prima posizione in Brasile Hot Pop e seconda posizione in Brasile Hot 100 Airplay.

## Tracce
1. Rebelde Para Sempre – 3:09
2. Do Jeito Que Eu Sou – 3:16
3. Tchau Pra Você! – 3:17
4. Ponto Fraco – 3:52
5. Quando Estou do Seu Lado – 4:40
6. Você É o Melhor Pra Mim – 3:04
7. Depois da Chuva – 3:55
8. O Amor Está em Jogo – 3:54
9. Como um Rockstar – 3:27
10. Juntos Até o Fim – 3:51
11. Livre Pra Viver – 3:24
12. Um Dia de Cada Vez – 3:05
13. Outra Frequência – 3:47
14. Born This Way – 2:04
15. Last Nite – 1:50
16. Rap Rebeldes – 2:08
17. Firework – 3:24
18. Toda Forma de Amor – 2:55
19. Loca (versione inglese) – 2:55
20. Rebelde Para Sempre (remix) – 2:17

### Bonus track
1. Nada Pode Nos Parar - 4:00

## Formazione
- Sophia Abrahão
- Micael Borges
- Lua Blanco
- Arthur Aguiar
- Mel Fronckowiak
- Chay Suede